# Castelar
Castelar is een plaats in het Argentijnse bestuurlijke gebied Morón in de provincie Buenos Aires. De plaats telt 104.019 inwoners.

## Geboren
- Leopoldo Galtieri (1926-2003), president van Argentinië
- Claudio Borghi (1964), voetballer en voetbalcoach